# كريم العلمي
كريم العلمي هو لاعب كرة مضرب مغربي ولد يوم 24 مايو 1973 في الدار البيضاء. احترف كرة المضرب سنة 1990. يبلغ طوله 1.85 مترا وفاز ببطولتي اتلانتا وباليرمو. احسن تصنيف له هو المركز 25 وذلك سنة 2000. فاز على بيت سامبراس في الدور الأول لبطولة الدوحة سنة 1994

## وصلات خارجية
- كريم العلمي على موقع رابطة محترفي التنس (الإنجليزية)
- كريم العلمي على موقع الاتحاد الدولي لكرة المضرب (الإنجليزية)
- كريم العلمي على موقع كأس ديفيز (الإنجليزية)
- كريم العلمي على موقع خلاصة التنس.كوم (الإنجليزية)
- كريم العلمي على موقع أوليمبيديا (الإنجليزية)

- معلومات عن اللاعب